# Шах Мухамад
Шах Мухамад (*1784 — 1862) — пенджабський поет-патріот часів Сикхської імперії.

## Життя та творчість
Народився у селі поблизу м.Амрітсар. Про молоді роки мало відомостей. Ставши відомим поетом опинився при дворі магараджи Ранджит Сінґха. Після його смерті у 1849 році був свідком занепаду Держави Сикхів. Все це описав у своєму визначному творі — епічні поемі «Розповідь про війну сикхів з англійцями» (Джанг-наме), присвячену війні 1845–1846 років. У цій своєрідній поетичній хроніці, поет, учасник описуваних подій, оспівавши мужність сикхів і їхнього ватажка Ранджит Сінгха, з гіркотою повідав про самокорисливості й віроломство в середовищі пенджабських сардарів (військових очільників), що стало причиною трагічного результату бою. Автор виступає тут не як придворний поет, що оплакує поразку і загибель свого патрона, а як представник народу, що сприймає результат війни як трагедію народу і свідомий наслідків цієї трагедії.